# Jaroty (wieś)
Jaroty – wieś w Polsce położona w województwie warmińsko-mazurskim, w powiecie olsztyńskim, w gminie Stawiguda. Jest to kolonia dawnej wsi Jaroty, której tereny przyłączono do Olsztyna. Obecnie stanowi samodzielne sołectwo.
Wieś usytuowana jest przy granicy administracyjnej Olsztyna. W pierwszej dekadzie XXI w. nastąpił dynamiczny rozwój wsi, która powoli traci swój rolniczy charakter. Od 2000 r. jest tu obserwowany znaczny wzrost liczby domów wielorodzinnych, w zabudowie szeregowej oraz domków jednorodzinnych. W 2008 r. nadano pierwsze nazwy ulicom znajdującym się w osadzie. Od 2000 r. do 2016 r. liczba ludności osady wzrosła o 4788% (z 27 osób do 1320 osób).
W latach 1975–1998 miejscowość administracyjnie należała do województwa olsztyńskiego.